# Szczekarków (gmina)
Szczekarków (od 1973 Wilków) – dawna gmina wiejska istniejąca do 1954 roku w woj. lubelskim. Siedzibą władz gminy były Szczekarków, a następnie Wilków nad Wisłą.
Gmina należała do powiatu puławskiego w woj. lubelskim. 1 stycznia 1929 roku z gminy Szczekarków wyłączono część obszaru, którą przyłączono do gmin Karczmiska (wieś Uściąż) i Opole (wieś Niedźwiada Duża).
Po wojnie gmina zachowała przynależność administracyjną. 1 stycznia 1951 roku z gminy Szczekarków wyłączono część obszaru (gromady Dąbrówka, Mięćmierz, Nowy Las i Okale), którą przyłączono do Kazimierza Dolnego. Według stanu z dnia 1 lipca 1952 roku gmina składała się z 25 gromad.
Gmina została zniesiona 29 września 1954 roku wraz z reformą wprowadzającą gromady w miejsce gmin. Jednostki nie przywrócono 1 stycznia 1973 roku po reaktywowaniu gmin, utworzono natomiast jej terytorialny odpowiednik, gminę Wilków.